# Площа Шевченка (Санкт-Петербург)
Площа Шевченка - площа в Петроградському районі Санкт-Петербурга, утворена перетином Малого проспекту Петроградської сторони, Левашовського проспекту та Ординарної вулиці. Названа так в 2001 році на честь великого українського поета, прозаїка та художника Тараса Григоровича Шевченка, чиє життя було тісно пов'язане з Санкт-Петербургом.

## Історія
Площа остаточно утворилася в 1930-ті роки, після продовження проспекту Щорса до Кіровського проспекту і прокладення Новопроложенної вулиці (з'єднаної пізніше з Левашовським проспектом, що й отримала його ім'я) від Кіровського проспекту до Ординарної вулиці. Площа довгий час залишалася безіменною, а на самій площі розташовувався сквер.
Наприкінці грудня 2000 року у сквері на площі був урочисто відкритий пам'ятник Т. Г. Шевченку, а в 2001 році площі дали офіційну назву Площа Шевченка. У 2003 році на згадку про цю подію при вході в сквер був встановлений пам'ятний камінь, на якому російською та українською написано про присвоєння назви площі.

## Пам'ятки

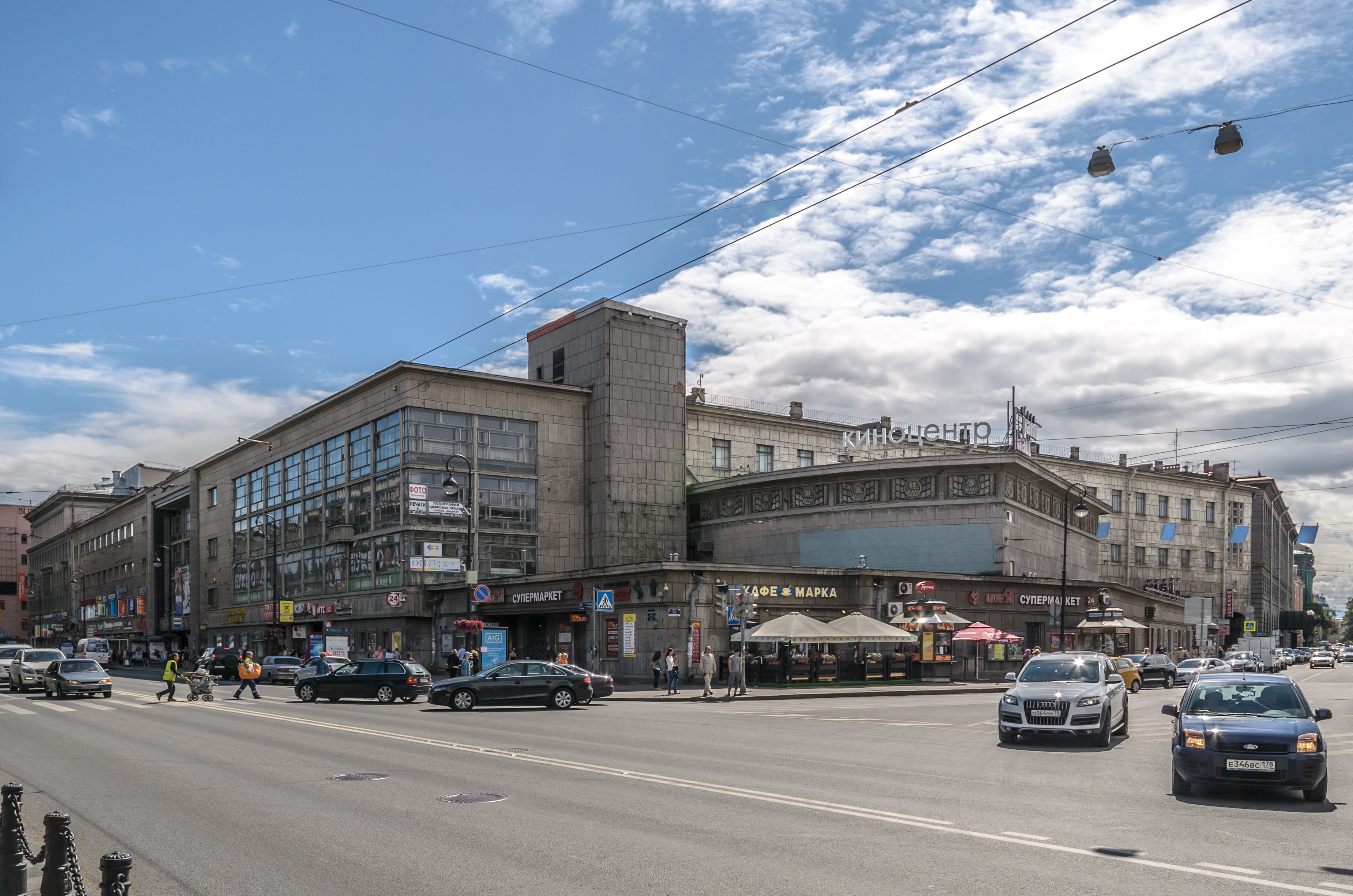
Палац культури імені Ленсовета та частина площі Шевченка

- Бронзовий пам'ятник Т. Г. Шевченко, встановлений у сквері на площі, подарував Санкт-Петербургу автор — канадський скульптор українського походження Лео Мол (уроджений Леонід Григорович Молодожанин). У церемонії відкриття пам'ятника брали участь президент Росії В. В. Путін і президент України Л. Д. Кучма.

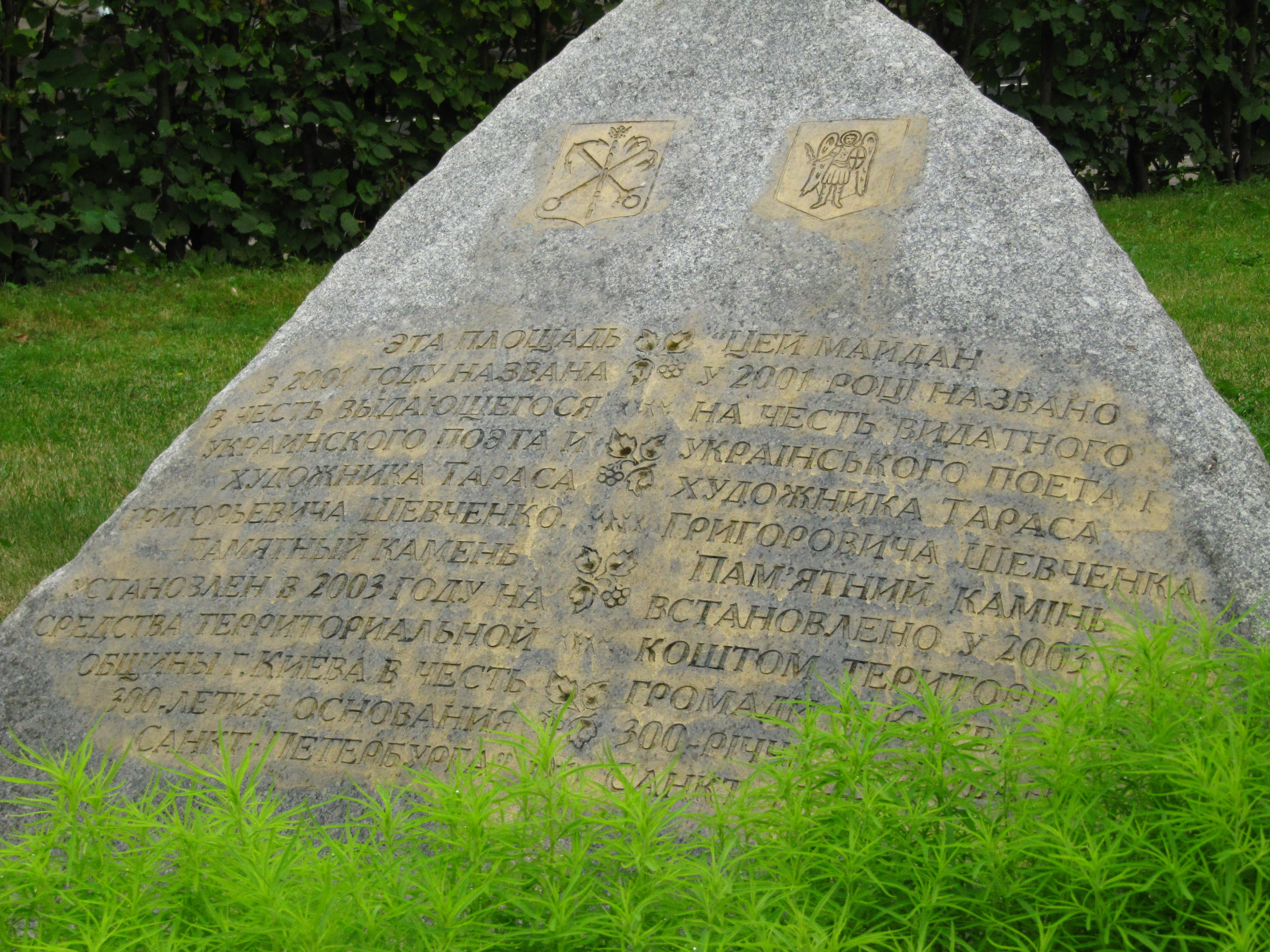
Пам'ятний камінь у сквері

Площа оточена кількома помітними будівлями, які мають адреси по Малому проспекту, Ординарній вулиці та Каменноостровському проспекту:
- Пам'ятник конструктивізму на площі: будинок працівників Свірстроя на розі Малого проспекту Петроградської сторони (будинок № 84-86) і Ординарної вулиці (будинок № 16), 1932—1938 роки, архітектор І. Г. Явейн, головним фасадом виходить на площу. Тут із 1950 по 1995 рік жив видатний кінорежисер Й. Ю. Хейфиц (є меморіальна дошка). У будівлі розташовується шаховий клуб «На Петроградській стороні»[1].
- Ще один пам'ятник конструктивізму — Палац культури імені Ленсовета (Каменноостровський проспект, будинок № 42), побудований в 1931—1938 роках за проектом Є. А. Левінсона та В. О. Мунца і звернений до площі бічним фасадом.
- Примітна будівля, побудована в стилі неокласицизму — колишній прибутковий будинок акціонерного товариства «Архітектор» (Малий проспект, будинок № 85 / Ординарна вулиця, будинок № 11, архітектор В. В. Шауб; завершено В. П. Голубіним, 1912—1913 роки, пізніше реконструйований), звернений головним фасадом до площі Шевченка.

## Факт
- У Ленінграді/Санкт-Петербурзі з 1939 по 2001 рік площа Шевченка називалася площа на Васильєвському острові, яка нині носить відновлену назву Румянцевська площа.
- Шевченко довго жив у Санкт-Петербурзі й змінив багато адрес проживання, але серед них немає жодної адреси на Петроградській стороні.